# Marnäs, Ludvika

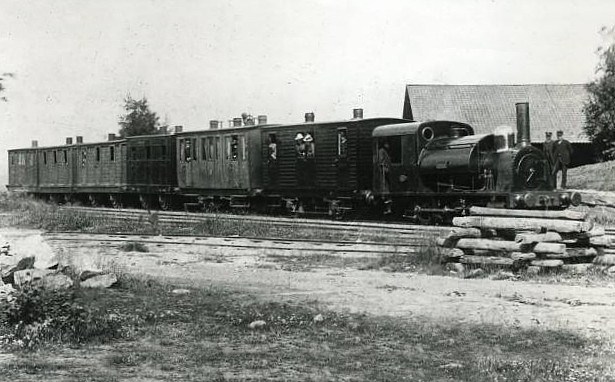
Väsman-Barkens Järnväg: Loket "Barken" vid Marnäs station, avgång mot Smedjebacken, 1892.

Marnäs är en av Ludvikas stadsdelar.

## Historik
Marnäs var ursprungligen en by i Norrbärke socken. Här låg Marnäs hytta, vilken försåg Ludvika bruk med järnråvara. Hyttan och bruket låg på var sin sida om Ludvika ström, som här utgjorde gräns mellan Norrbärke och Grangärde socknar. 
Marnäs hette också den nordvästra slutstationen för Wessman-Barkens Järnväg, som mellan 1859 och 1903 förband sjöarna Väsman och Barken. Stationen var dock belägen i Ludvika och namnet ändrades senare till "Ludvika".

## Administrativ historik
I Ludvika landskommun och Norrbärke landskommun inrättades den 13 december 1918 municipalsamhället Marnäs. Detta municipalsamhälle var kortlivat och upplöstes den 1 januari 1925 då det gick upp i Ludvika stad.

## Befolkningsutveckling
År 1919 hade municipalsamhället 419 invånare, vilket hade ökat till 491 när det gick upp i Ludvika stad 1925.